# Целостепене лествице
Целостепене лествице су у теорији музике класа музичких лествица код којих су интервали између суседних тонова цели степени тј. велике секунде. Због недостатка полустепена, ове лествице имају седам ступњева, а карактеристика им је присуство напетости које може прерасти у монотонију уколико се аутор дуже време ослања само на њене тонове.
| |
| Целостепена це лествица Тонови редом: це (C), де (D), e (E), фис (F#), гис (G#), аис (A#), хис (H#) = це() |

Пример: